# Список эндемичной фауны Пуэрто-Рико
Это список эндемичной фауны Пуэрто-Рико. Этот список сортируется в алфавитном порядке по научному названию вида, которые находятся в скобках.

## Птицы

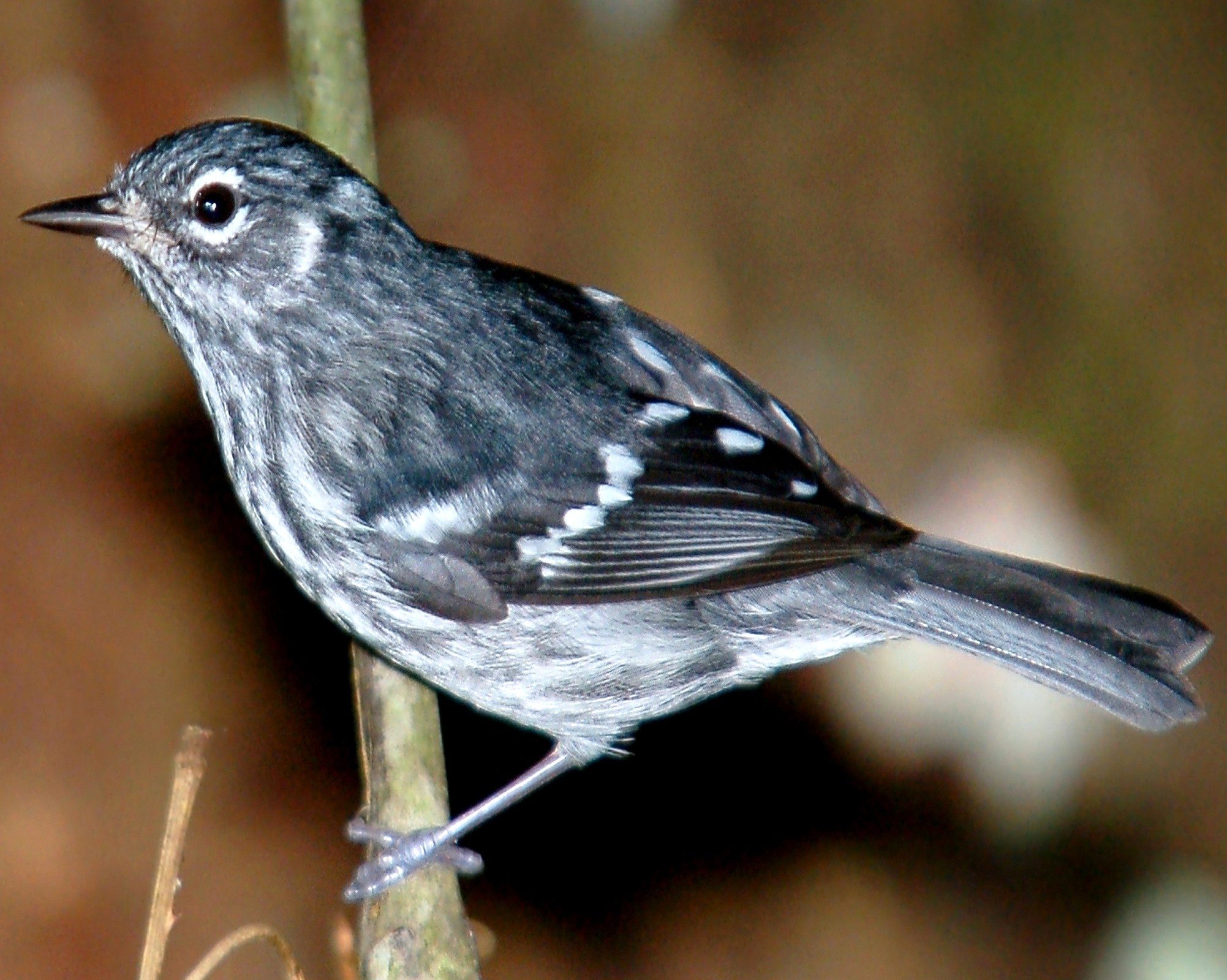
Пуэрто-риканский лесной певун

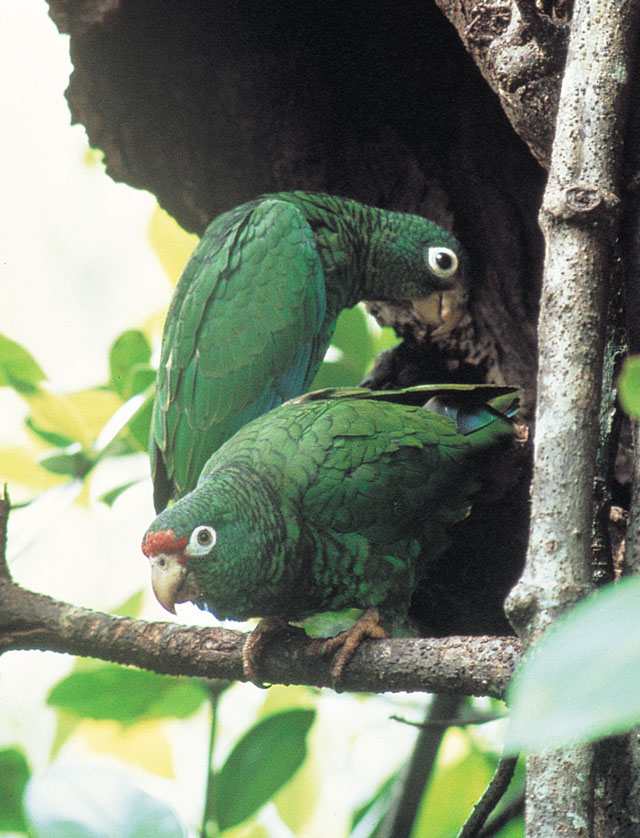
Пуэрто-риканский амазон

- Желтоплечий чёрный трупиал (Agelaius xanthomus)
- Пуэрто-риканский амазон (Amazona vittata)
- Изумрудный манго (Anthracothorax viridis)
- Пуэрто-риканский козодой (Caprimulgus noctitherus)
- Пуэрто-риканский изумрудный колибри (Chlorostilbon maugeaus)
- Пуэрто-риканская ящеричная кукушка (Coccyzus vieilloti)
- Пуэрто-риканский пиви (Contopus portoricenis)[1]
- Антильский лесной певун (Dendroica adelaidae)
- Пуэрто-риканский лесной певун (Dendroica angelae)
- Пуэрто-риканский цветной трупиал (Icterus portoricensis)
- Красноголовая снегирёвая овсянка (Loxigilla portoricensis)
- Пуэрто-риканская совка (Megascops nudipes)[2]
- Пуэрто-риканский меланерпес (Melanerpes portoricensis)
- Пуэрто-риканский желтобрюхий тиранн (Myiarchus antillarum)
- Пуэрто-риканская танагра (Nesospingus speculiferus)
- Puerto Rican spindalis (Spindalis portoricensis)[3]
- Пуэрто-риканский тоди (Todus mexicanus)
- Пуэрто-риканский виреон (Vireo latimeri)

## Ракообразные
- Alloweckelia gurneei
- Пуэрто-риканский песчаный краб (Emerita portoricensis)

## Насекомые
- Camponotus kaura — был впервые описан Roy R. Snelling & Juan A. Torres
- Solenopsis torrei — был впервые описан Juan A. Torres

## Моллюски
- Пуэрто-риканский корабельный червь (Teredo portoricensis)

## Многоножки
- Cylindromus uniporus
- Scolopendra alternans

## Рептилии/амфибии

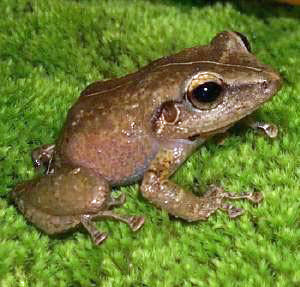
Коки

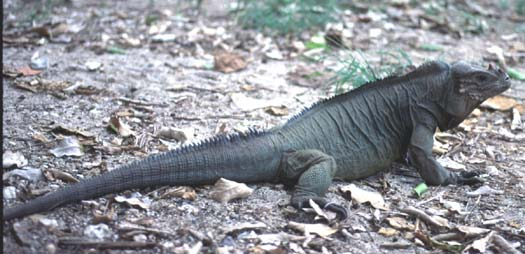
Земляная игуана острова Мона

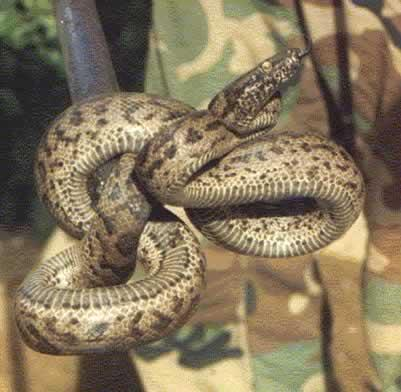
Пуэрто-риканский гладкогубый удав

- Borikenophis portoricensis (Alsophis portoricensis)
- Mona ameiva (Ameiva alboguttata)
- Desecheo ameiva (Ameiva desechensis)
- Ameiva exsul (Ameiva exsul)
- Ameiva wetmorei (Ameiva wetmorei)
- Amphisbaena bakeri (Amphisbaena bakeri)
- Amphisbaena caeca (Amphisbaena caeca)
- Amphisbaena schmiditi (Amphisbaena schmiditi)
- Amphisbaena xera[4] (Amphisbaena xera)
- Anolis cooki (Anolis cooki)
- Anolis monensis (Anolis monensis)
- Anolis occultus (Anolis occultus)[5]
- Anolis poncensis (Anolis poncensis)[6]
- Anolis roosevelti (Anolis roosevelti)
- Arrhyton exiguum (Arrhyton exiguum)
- Bufo lemur[7] (Bufo lemur)[8]
- Ctenonotus poncensis (Ctenonotus poncensis)[9]
- Cyclura cornuta stejnegeri (Cyclura cornuta stejnegeri)
- Diploglossus pleei (Diploglossus pleei)
- Гранитная листовая лягушка (Eleutherodactylus cooki)
- Коки (Eleutherodactylus coqui)
- Моховая листовая лягушка (Eleutherodactylus eneidae)
- Золотистый коки (Eleutherodactylus jasperi)
- Монаская листовая лягушка (Eleutherodactylus monensis)
- Пуэрто-риканский гладкогубый удав (Epicrates inornatus)
- Sphaerodactylus micropithecus (Sphaerodactylus micropithecus)
- Sphaerodactylus monensis (Sphaerodactylus monensis)
- Sphaerodactylus roosevelti (Sphaerodactylus roosevelti)
- Слепозмейка острова Мона (Typhlops monensis)
- Typhlops rostellatus (Typhlops rostellatus)

## Пауки
Это список всех пауков, эндемичных для Пуэрто-Рико, согласно Платнику.
- Пауки-анифениды

- Anyphaena decora
- Wulfila coamoanus
- Wulfila inconspicuus
- Wulfila isolatus
- Wulfila macropalpus
- Wulfila tropicus

- Пауки-кругопряды

- Araneus adjuntaensis
- Lewisepeira maricao
- Metazygia silvestris

- Пауки-мешкопряды

- Clubiona desecheonis
- Elaver portoricensis

- Пауки-коринниды

- Abapeba guanicae
- Abapeba wheeleri
- Corinna javuyae
- Phrurolithus insularis
- Phrurolithus portoricensis
- Trachelas borinquensis

- Пауки блуждающие

- Celaetycheus modestus
- Celaetycheus strenuus
- Oligoctenus ottleyi
- Trujillina isolata

- Dipluridae

- Masteria petrunkevitchi

- Пауки-гнафозиды

- Camillina desecheonis

- Пауки-ханииды

- Hahnia naguaboi

- Ixodida

- Amblyomma arianae

- Линифииды

- Lepthyphantes microserratus

- Пауки-волки

- Agalenocosa yaucensis

- Пауки-миметиды

- Mimetus portoricensis

- Пауки-оонопиды

- Oonops delegenus
- Oonops ebenecus
- Oonops viridans
- Stenoonops econotus
- Stenoonops phonetus
- Stenoonops portoricensis

- Пауки-сенокосцы

- Modisimus cavaticus
- Modisimus coeruleolineatus
- Modisimus montanus
- Modisimus montanus dentatus
- Modisimus sexoculatus
- Modisimus signatus

- Prodidomidae

- Neozimiris nuda

- Пауки-скакуны

- Agobardus blandus
- Corythalia gloriae
- Corythalia tristriata
- Emathis luteopunctata
- Emathis minuta
- Emathis portoricensis
- Emathis tetuani
- Eris illustris
- Habronattus ensenadae
- Habronattus facetus
- Hentzia squamata
- Jollas minutus
- Neonella mayaguez
- Sidusa mona
- Siloca monae

- Пауки-плеваки

- Scytodes dissimulans

- Sparassidae

- Olios bicolor
- Olios darlingtoni
- Pseudosparianthis jayuyae
- Stasina portoricensis

- Пауки-тетрагнатиды

- Chrysometa hamata
- Chrysometa jayuyensis
- Chrysometa yunque
- Glenognatha gloriae
- Tetragnatha bryantae

- Пауки-птицееды

- Avicularia laeta
- Cyrtopholis culebrae
- Cyrtopholis portoricae
- Holothele culebrae

- Пауки-тенётники

- Dipoena puertoricensis
- Styposis lutea
- Theridion ricense

- Пауки-теридиосоматиды

- Baalzebub albonotatus
- Ogulnius gloriae

- Пауки-бокоходы

- Misumenops bubulcus
- Rejanellus mutchleri
- Tmarus vertumus

- Пауки-улобориды

- Miagrammopes animotus

## Вымершие животные
- Большой пуэрто-риканский наземный ленивец (Acratocnus major)[11]
- Малый пуэрто-риканский наземный ленивец (Acratocnus odontrigonus)[12]
- Гаитийская аратинга (Aratinga chloroptera)
- Каракара пуэрто-риканская (Caracara latebrosus)
- Пуэрто-риканский щелезуб (Elasmodontomys obliquus)[13]
- Антильская пещерная крыса (Heteropsomys antillensis)
- Островная пещерная крыса (Heteropsomys insulans)
- Monophyllus frater (Monophyllus frater)
- Пуэрто-риканский незофонт (Nesophontes edithae)[14]
- Пуэрто-риканский цветочный листонос (Phyllonycteris major)
- Пуэрто-риканская крыса (Puertoricomys corozalus)
- Пуэрто-риканская сипуха (Tyto cavatica)
- Пуэрто-риканский гавиал (Aktiogavialis puertoricensis)[15]